# 亚沟石刻
亚沟石刻，又称亚沟摩崖石刻，是位于黑龙江省哈尔滨市阿城区亚沟街道的金代女真人石刻画像。画像为一男一女．男像为高185厘米，宽105厘米，手握短剑的武士装束形象。女像已经有些残缺模糊。1988年亚沟石刻被国务院列为第三批全国重点文物保护单位。该石刻是研究金代早期历史和石刻艺术具有重要价值。对于亚沟石刻图像的寓意，学界有多种说法，中国民族史学会辽金契丹女真史学会副秘书长郭长海认为画像为金太祖完颜阿骨打和其皇后，也认为石刻为金代陵墓守墓人的形象或金代护国林神的形象的说法。

## 保护
因自然侵蚀、缺乏维护以及大气污染等原因亚沟石刻正面临自然消失的风险。目前阿城市文物管理所提出相关的保护方案。